# Дзвіниця (Мгарський монастир)
Дзвіниця Спасо-Преображенського собору — частина комплексу пам'яток Спасо-Преображенського Мгарського монастиря, що розташований неподалік міста Лубни, на правому березі Сули. Пам'ятка архітектури національного значення, охоронний № 593/2.

## Опис
Дзвіниця включена в кільце огорожі, слугувала головним входом на територію Спасо-Преображенського Мгарського монастиря. Мурована, чотириярусна. Перший ярус — квадратний у плані із заокругленими кутами, оздоблений із чотирьох боків портиками зі спареними колонами дорійського ордеру і трикутними фронтонами. Другий і третій яруси — круглі в плані, прикрашені спареними колонами відповідно іонійського й коринфського ордеру, на які спираються розкріповані антаблементи. Останній, четвертий ярус слугує підбанником куполу, увінчаного хрестом. Зміна колон по вертикалі, аркові прорізи у другому та третьому ярусах, півциркульні ніші між ними створюють динамічну композицію.
Висота дзвіниці 56. Закрита для відвідувань, потребує внутрішнього ремонту, проектування та спорудження сходів для сходження туристів і паломників.

## З історії монастиря
Дзвіниця Спасо-Преображенського собору споруджена 1785, добудована 1837–1844.
Після революційних потрясінь 1917–1921 монастир запустів.
У 1930-х на території монастиря розміщувалася дитяча колонія.
З 1937 — дисциплінарний батальйон.
З 1946 — військові склади.
З 1985 — піонерський табір. Собор, дзвіницю, келії було розграбовано.

## Сучасність
За радянської влади споруди Спасо-Преображенський собор і дзвіниці зазнали серйозних ушкоджень.
Відродження обителі розпочалося у травні 1993 року.
Нині в основному відреставровані.

## Галерея

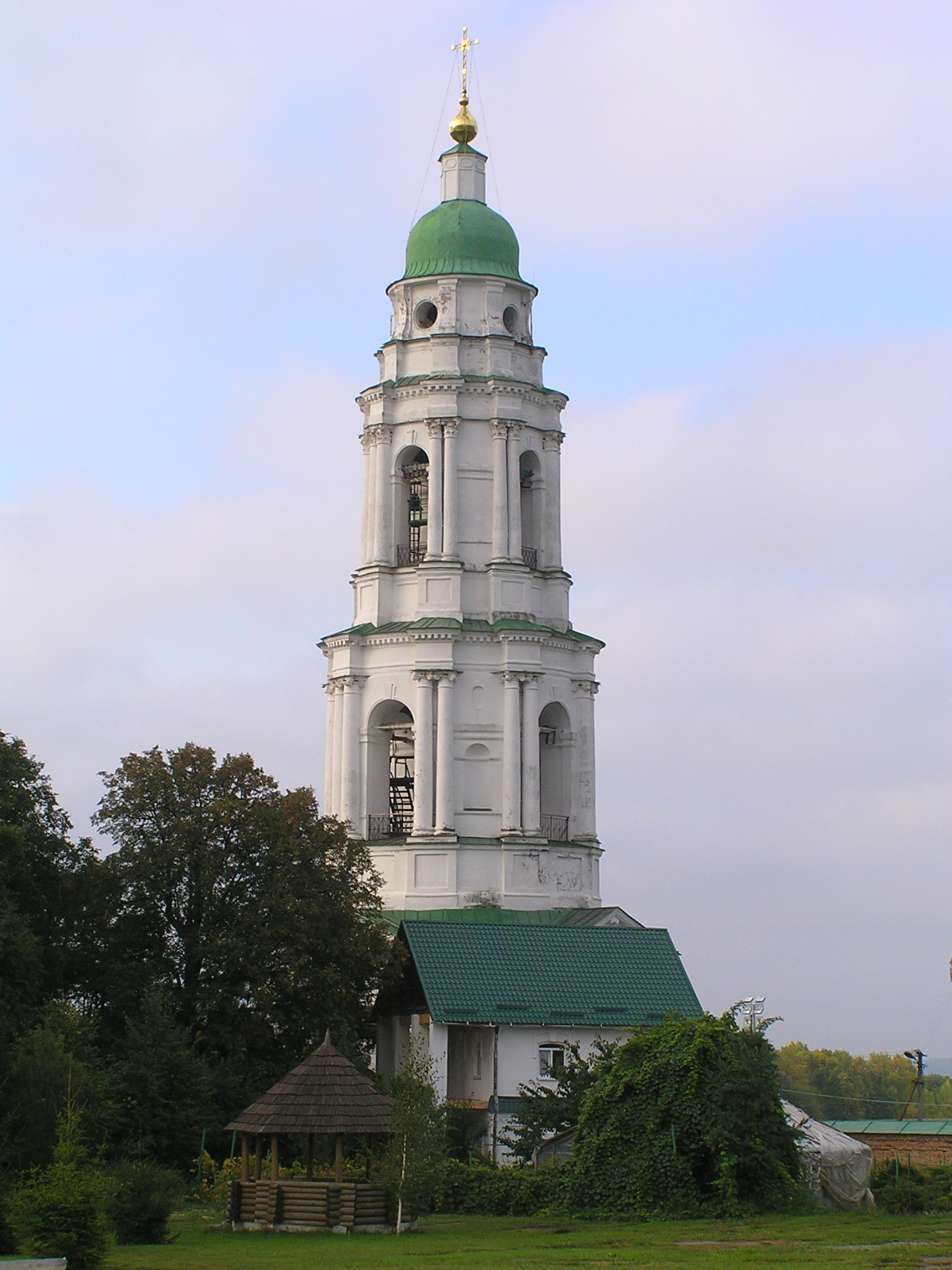
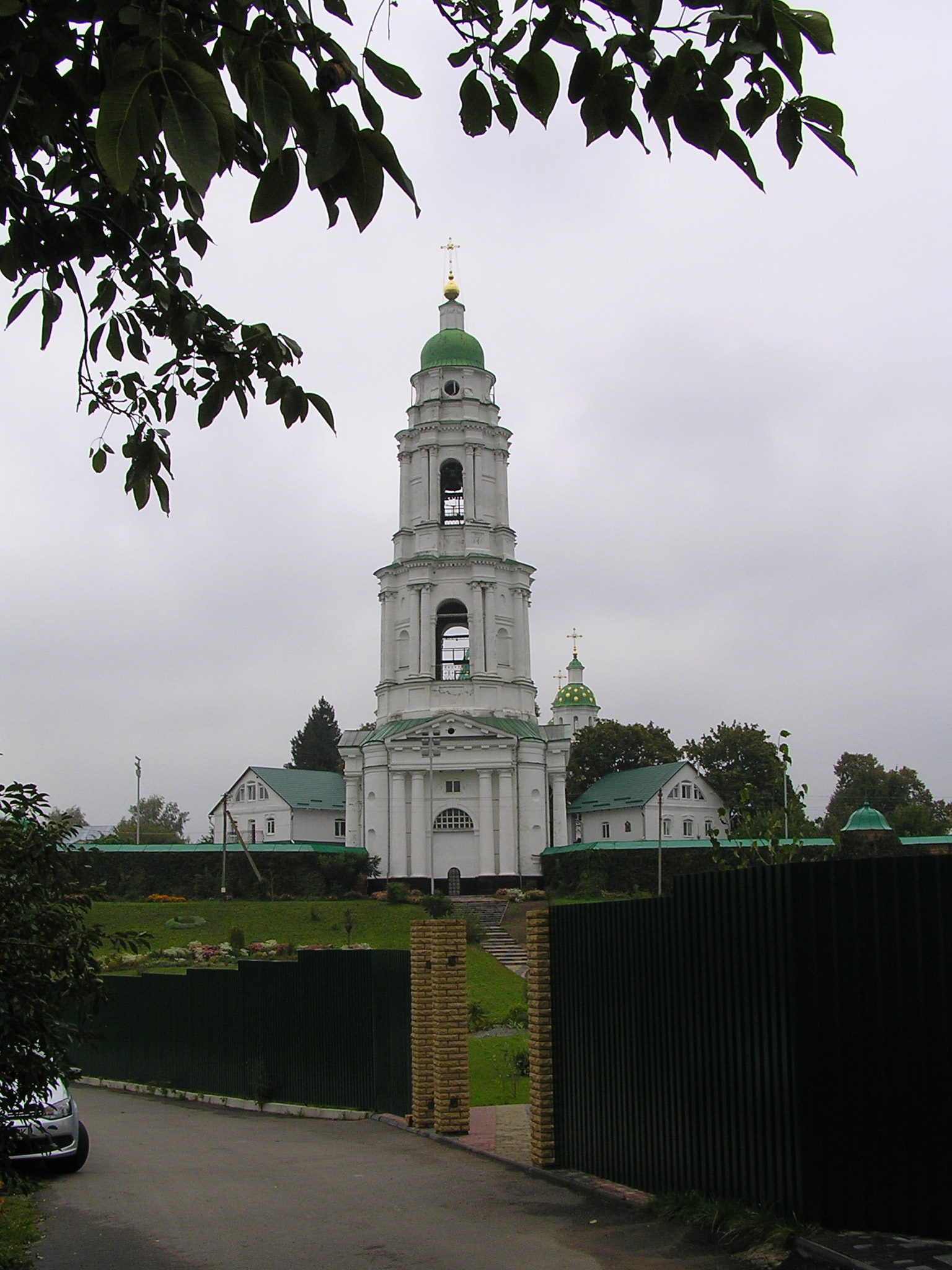
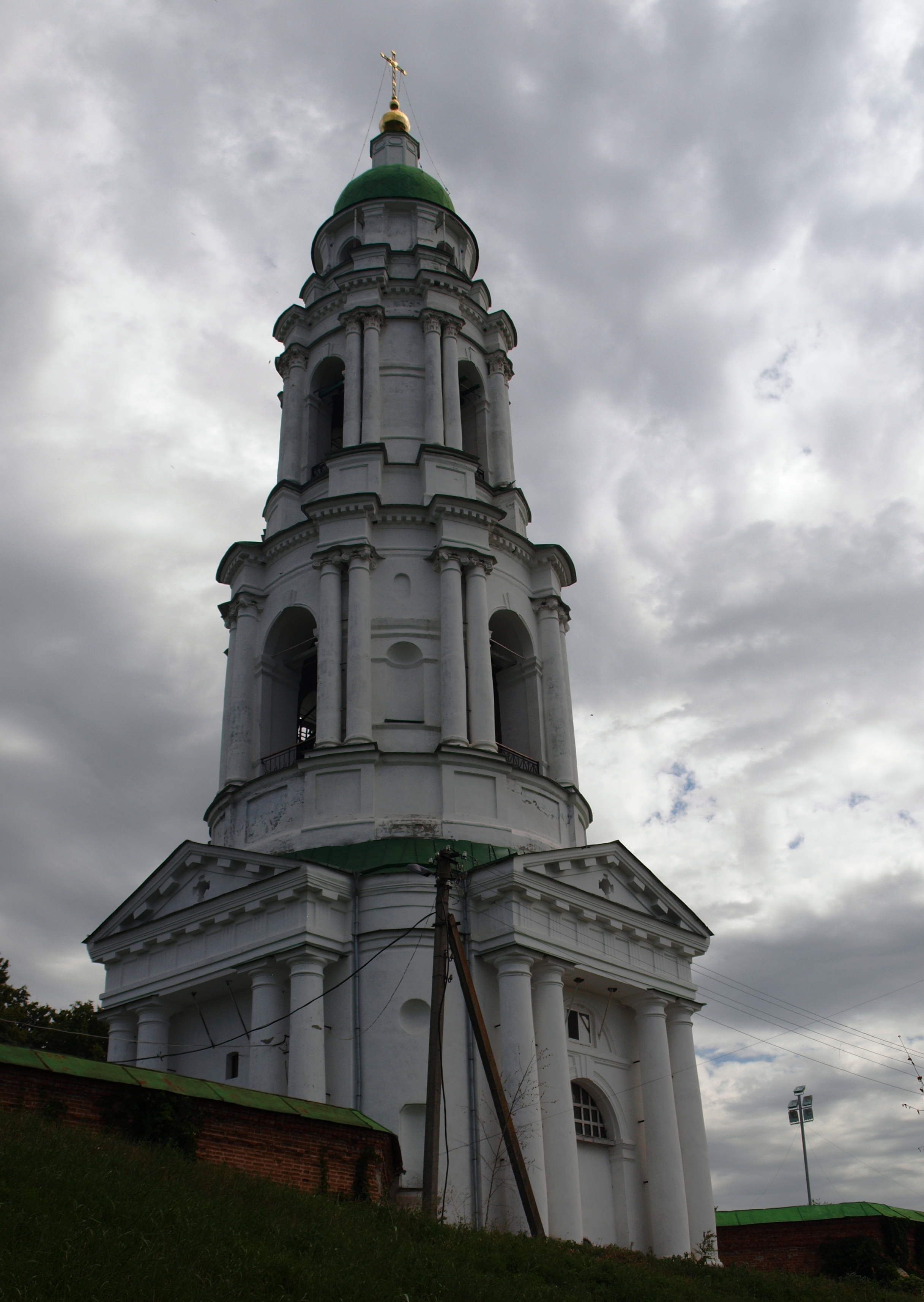
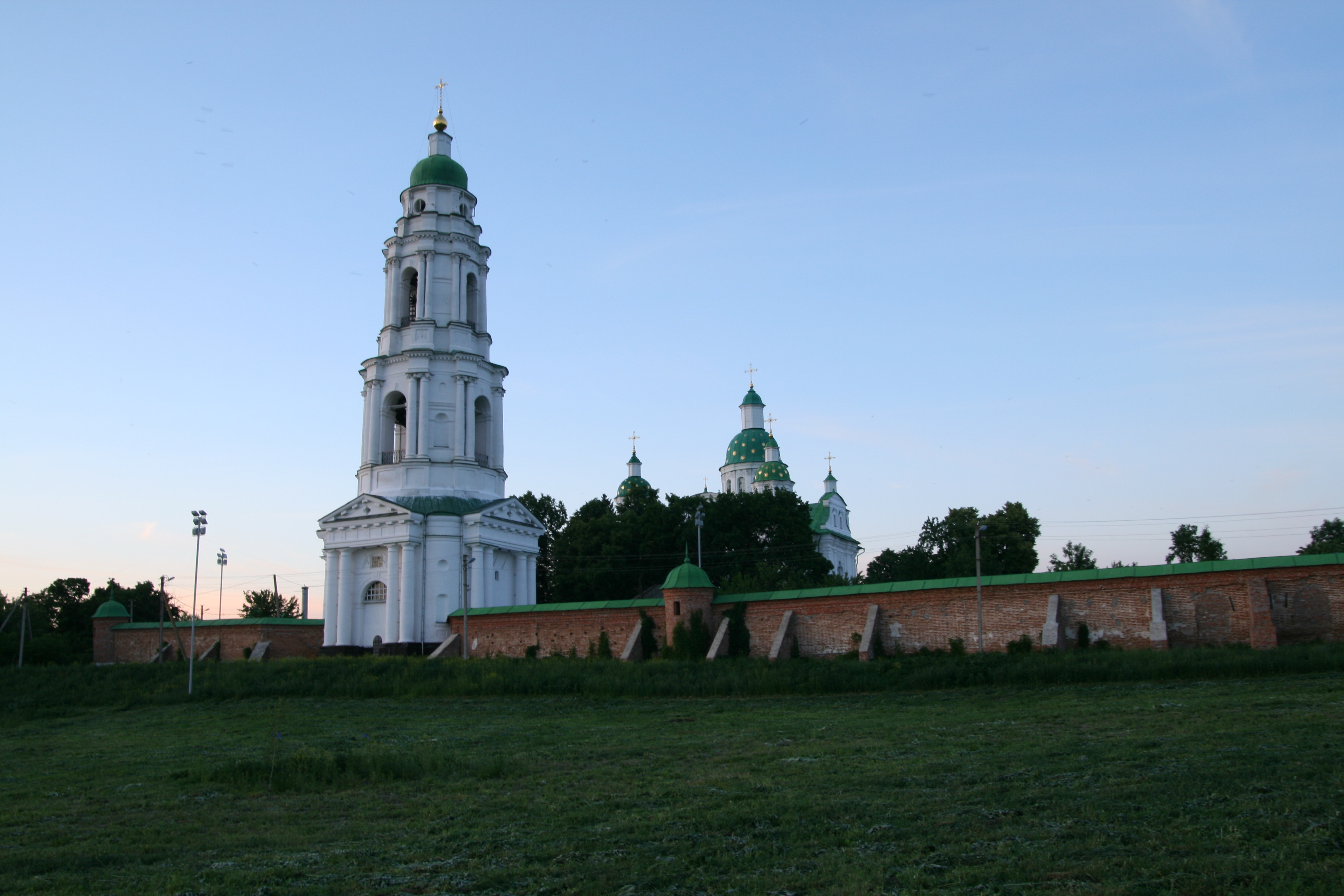